# Joaquim David
Joaquim Duarte da Costa David (* 6. April 1951 in Lobito, Provinz Benguela) ist ein angolanischer Wirtschaftsmanager und Politiker der Movimento Popular de Libertação de Angola (MPLA).

## Leben
Joaquim Duarte da Costa David war zwischen 1970 und 1973 als Hilfsprüfer der Zollverwaltung von Luanda tätig und absolvierte daraufhin ein Studium im Fach Montanwissenschaften, das er mit einem Lizenziat als Bergbauingenieur (Licenciado em Engenharia de Minas) abschloss. Er war von 1976 bis 1978 als Kontrolleur der Luftverkehrs- und Zivilluftfahrt tätig und wurde nach einer Fortbildung zum Erdölingenieur 1982 Leitender Ingenieur für Erdöl und Erdölvorkommen beim Mineralölunternehmen Texaco. Im Anschluss wechselte er 1985 zum Staatlichen Mineralölunternehmen SONANGOL (Sociedade Nacional de Combustíveis de Angola), in dem er bis 1989 zunächst Leiter der Produktionsabteilung der stellvertretenden Generaldirektion für Kohlenwasserstoffe war. Im Anschluss fungierte er von 1989 bis 1998 als Generaldirektor von SONANGOL.
Nach der Abschaffung des Amtes des Premierministers wurde Joaquim David im Rahmen einer Kabinettsumbildung am 29. Juni 1999 von Staatspräsident José Eduardo dos Santos als Nachfolger von Mário de Alcântara Monteiro zum Finanzminister (Ministro das Finanças) in dessen Regierung berufen. Bei dieser Kabinettsumbildung wurde zugleich Verteidigungsminister Pedro Sebastião durch General Kundi Paihama abgelöst, während João Bernardo de Miranda als Nachfolger von Venâncio da Silva Moura neuer Außenminister wurde. Neuer Innenminister wurde Fernando da Piedade Dias dos Santos. Das Amt des Finanzministers bekleidete er bis Oktober 2000, woraufhin Júlio Bessa seine Nachfolge antrat. Er selbst wurde daraufhin Industrieminister (Ministro da Indústria) in der Regierung dos Santos und bekleidete dieses Ministeramt auch in den nachfolgenden Kabinetten der Premierminister Fernando da Piedade Dias dos Santos (6. Dezember 2002 bis 30. September 2008) sowie António Paulo Kassoma (30. September 2008 bis 5. Februar 2010). In der darauf folgenden erneuten Präsidialregierung von Präsident dos Santos fungierte er zwischen Februar 2010 und Dezember 2012 als Minister für Geologie, Bergbau und Energie (Ministro da Geologia, Minas e Indústria).
Bei der Wahl vom 31. Dezember 2012 wurde Joaquim Duarte da Costa David auf der Landesliste der Movimento Popular de Libertação de Angola (MPLA) zum Mitglied der Nationalversammlung (Assembleia Nacional) gewählt. Am 27. Oktober 2017 wurde er als Nachrücker für António Paulo Kassoma abermals Mitglied der Nationalversammlung und ist in dieser Vizepräsident der 5. Parlamentskommission (5ª Comissão: Economia e Finanças), die für Wirtschaft und Finanzen zuständig ist.